# 长柄爬藤榕
长柄爬藤榕（学名：[Ficus sarmentosa var. luducca] 错误：{{Lang}}：文本有斜体标记（帮助））为桑科榕属下的一个变种。

## 扩展阅读
- 維基物種上的相關：长柄爬藤榕